# Calyptotheca porelliformis
Calyptotheca porelliformis is een mosdiertjessoort uit de familie van de Lanceoporidae. De wetenschappelijke naam van de soort is voor het eerst geldig gepubliceerd in 1918 door Waters.